# So Good (гурт)
So Good — британський музичний гурт.

## Про гурт
Проєкт So Good заснований лондонською співачкою Софі Бокор-Інграм. Цей дівочий музичний гурт поєднує альтернативний рок, інді-рок, хіп-хоп, попмузику та панк-рок. Тексти їхніх пісень є іронічними та гумористичними, але разом з тим торкаються серйозних тем, таких як сексизм та політика. Самі учасниці гурту називають свій стиль «ignorant brat pop» («попмузика розпещених невігласів»), тому іноді їх називають «піонерами брат-попу». 
Гурт здобув популярність на TikTok наприкінці 2022 року з піснею «Give Me My Presents». Вони випустили декілька синглів, а 2023 року — перший мініальбом Dogs на лейблі Meatball Records. 2023 року So Good виступали на розігріві у панк-рок-гурту The King Blues, а 2025 року вирушили в тур разом із Queens of the Stone Age.

## Галерея

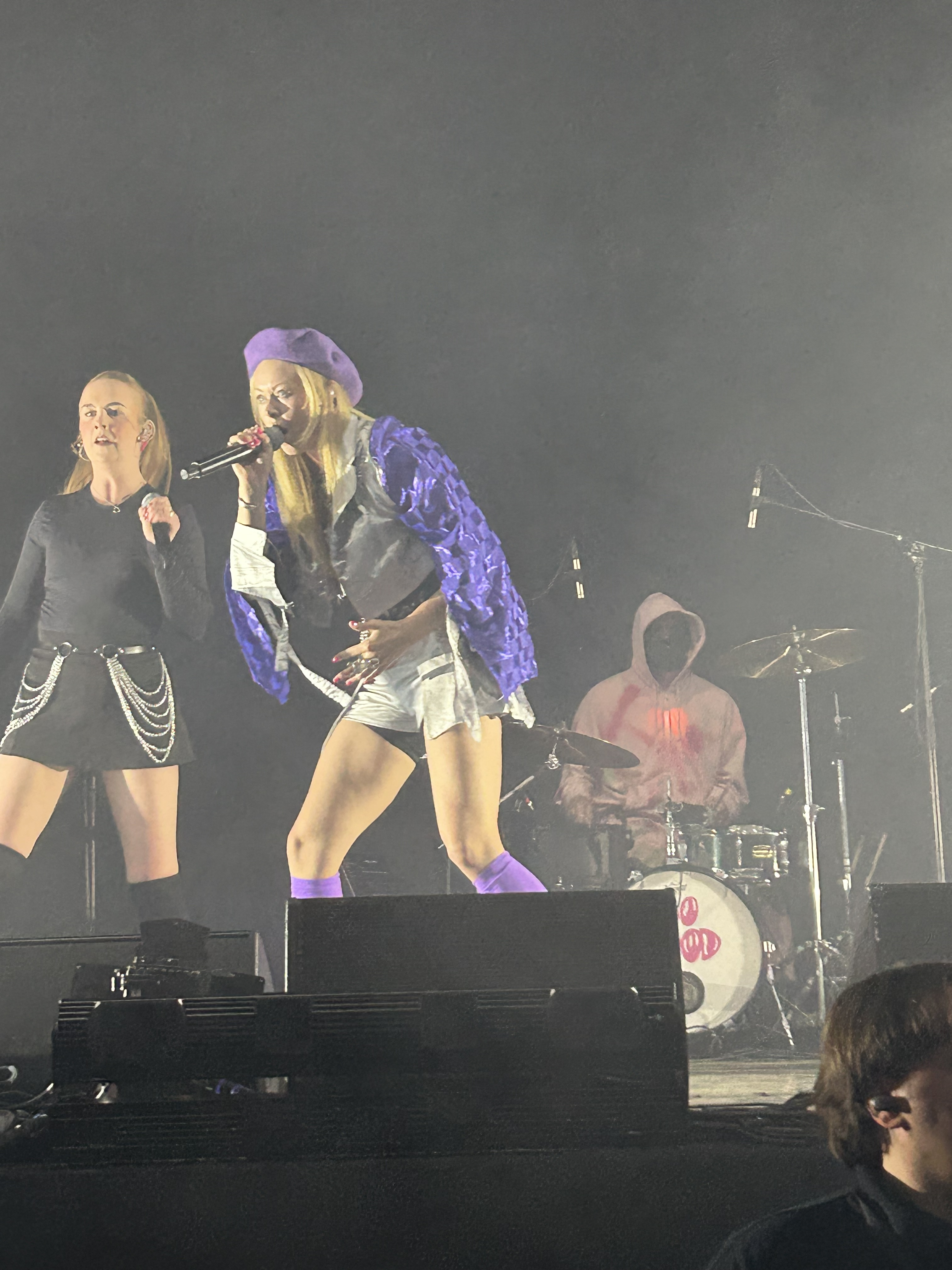
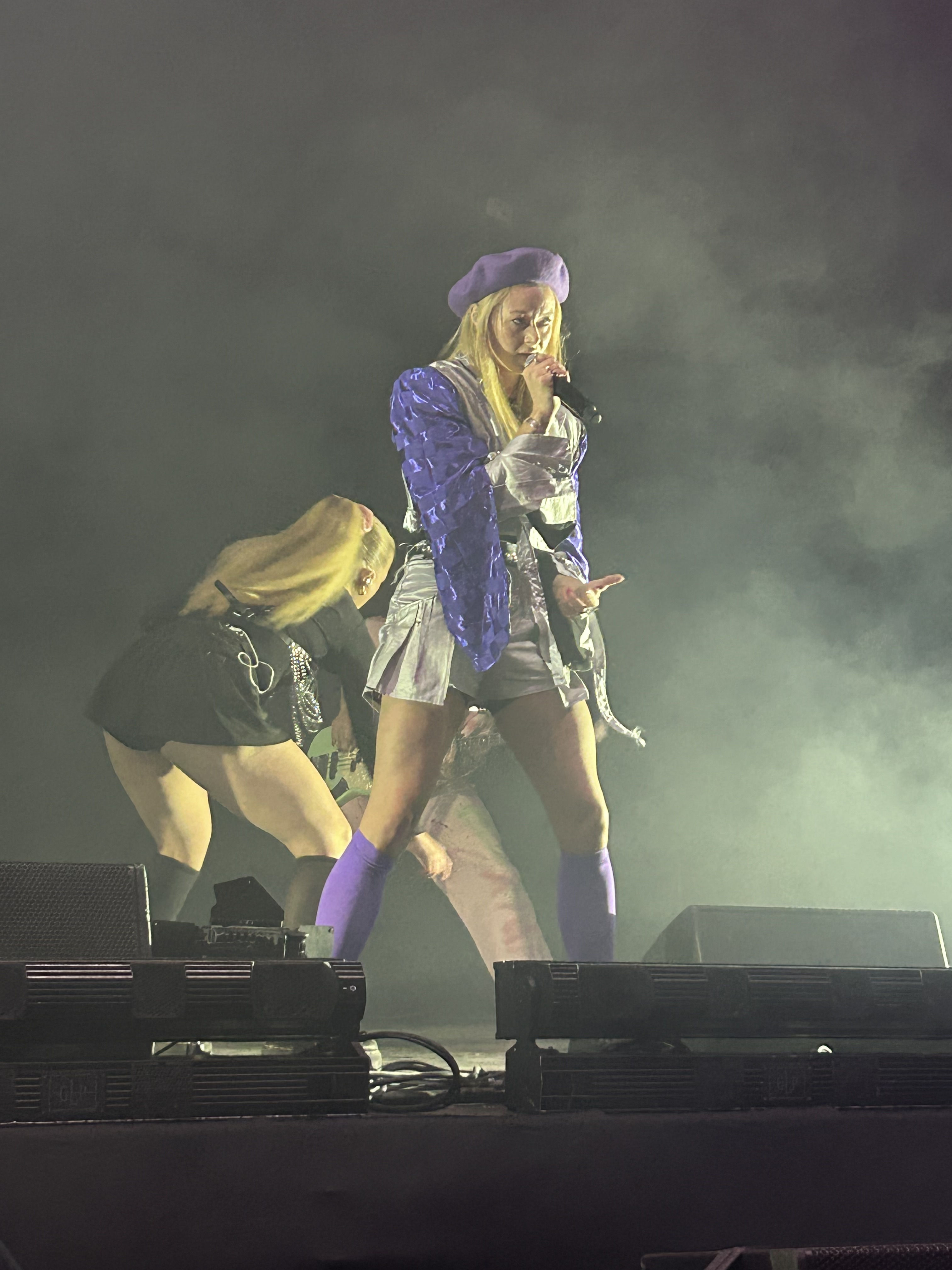
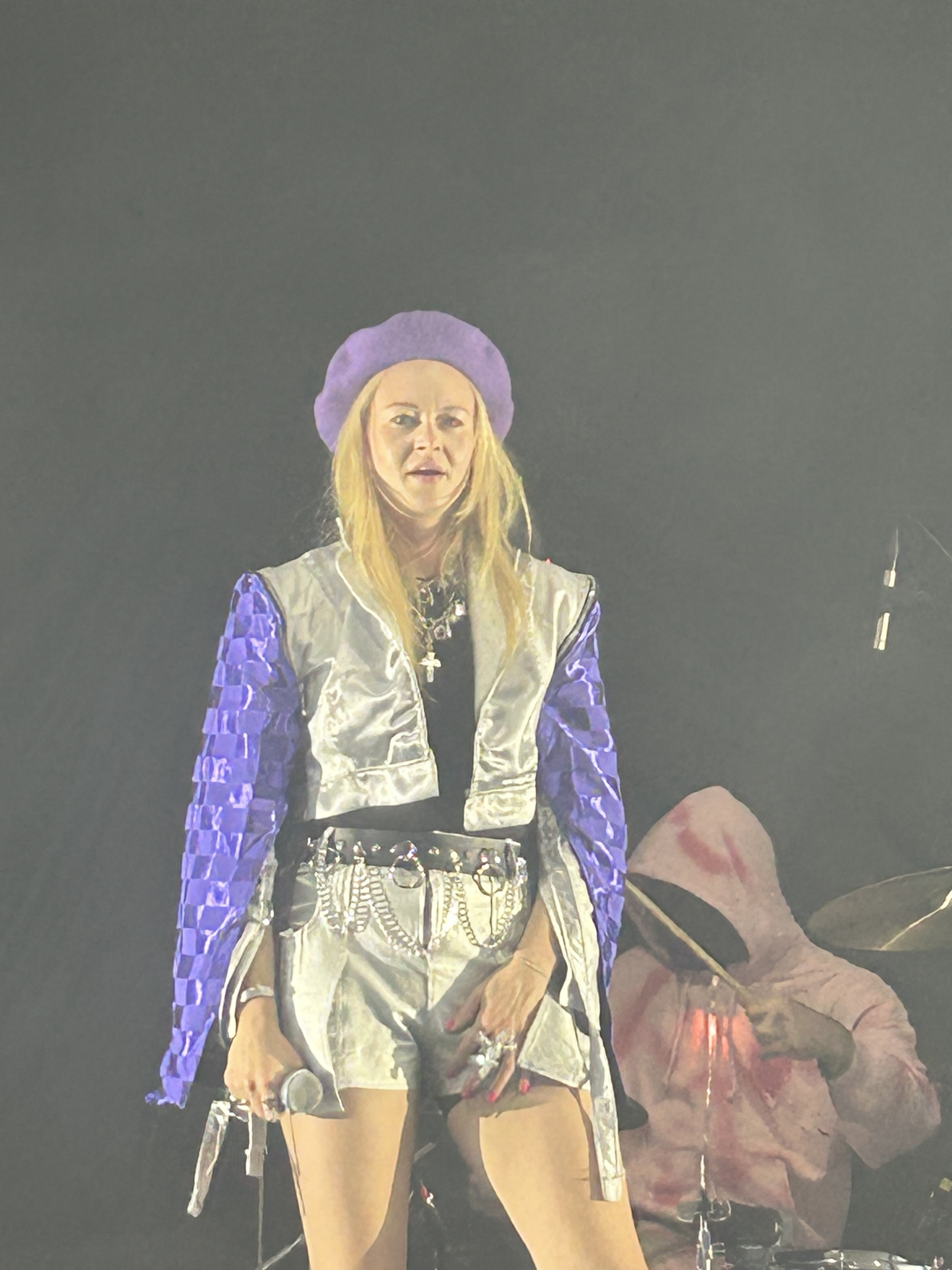
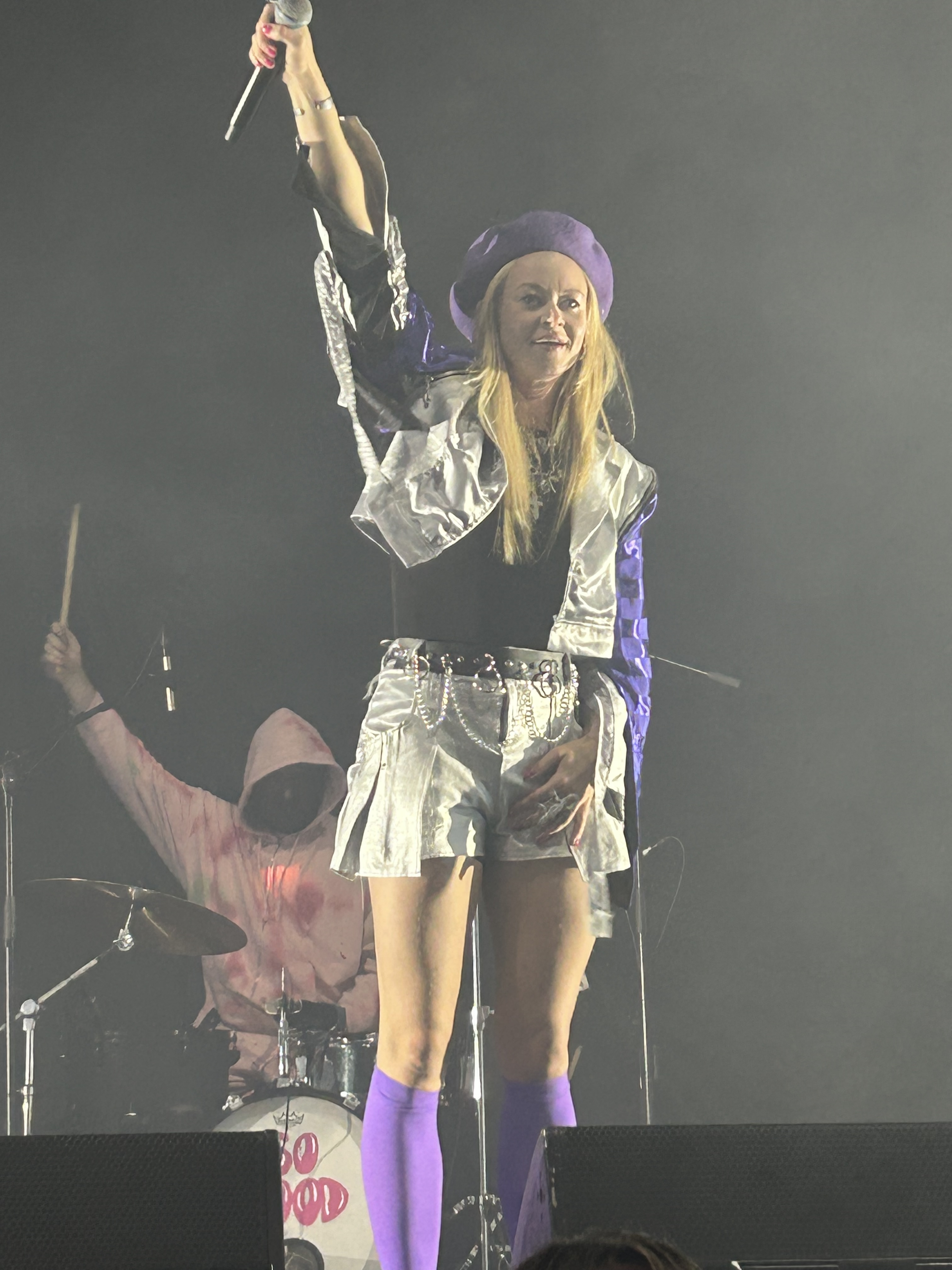
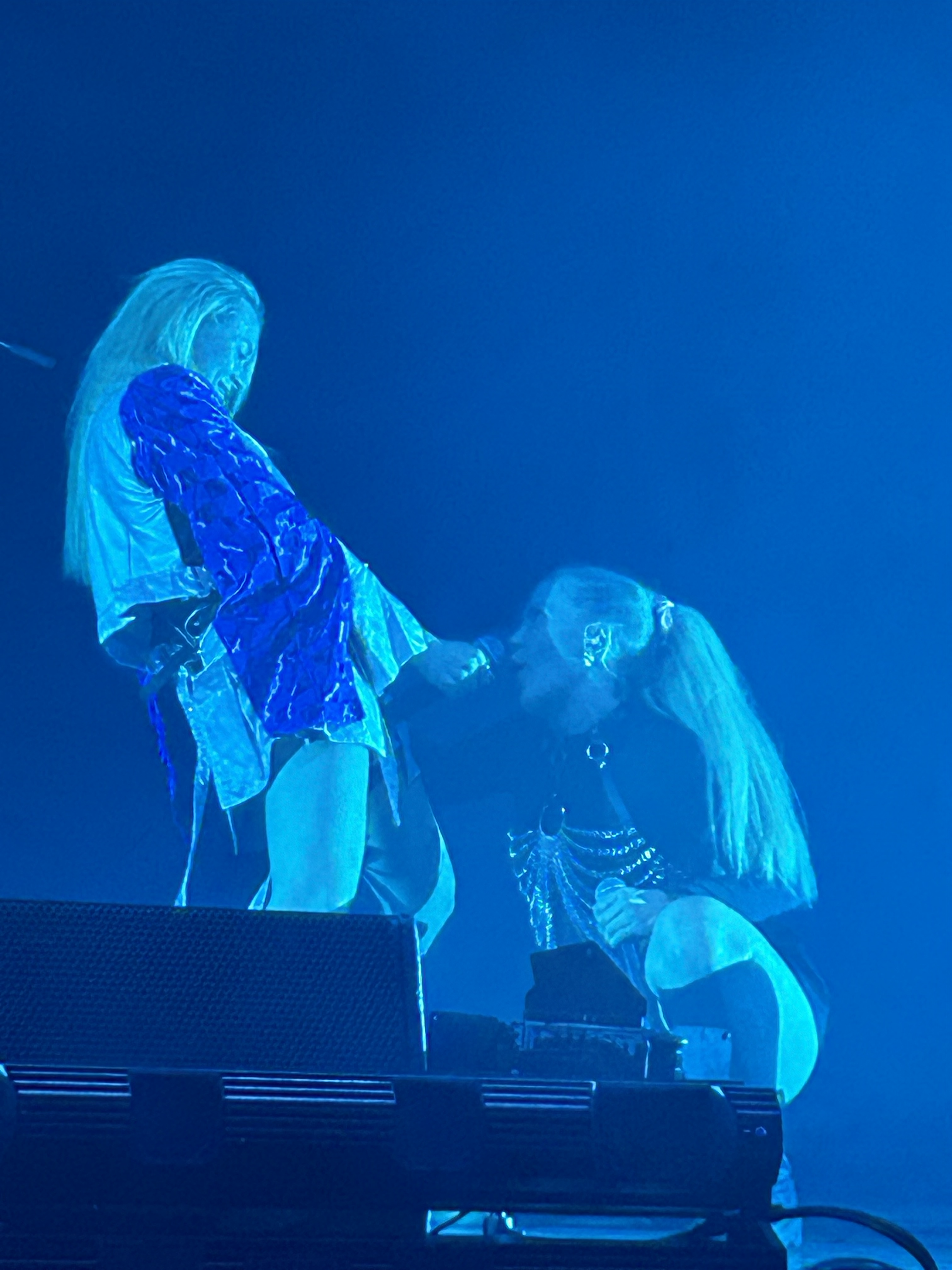
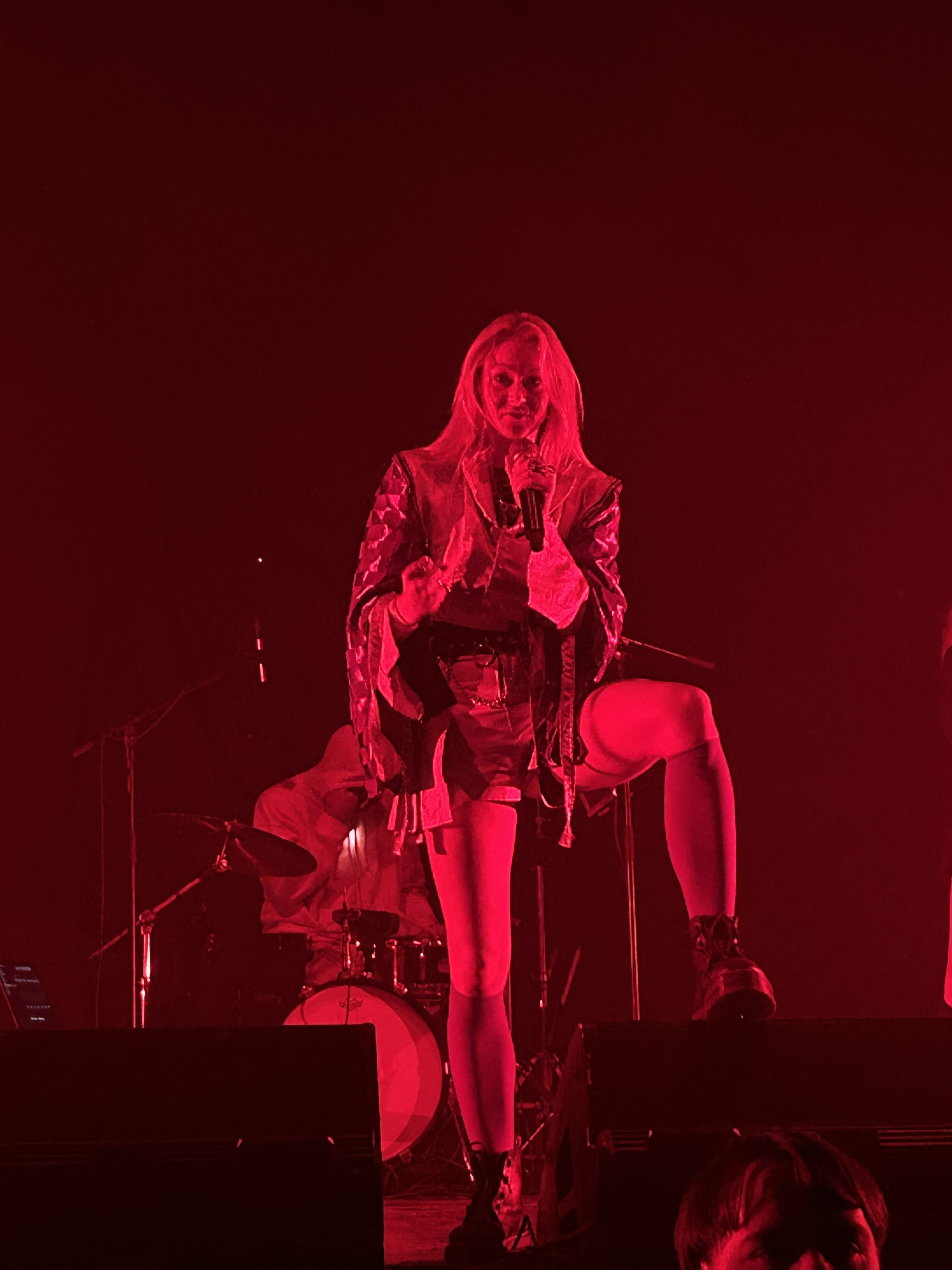

## Сингли та мініальбоми
- 2022 — «Give Me My Presents»
- 2023 — «If I Had A»
- 2023 — «Dogs»
- 2024 — «Facturando»
- 2024 — «HATE»
- 2025 — «I Rewrote The Fucking Bible»[4]